# Río Yauli
Der Río Yauli (im Oberlauf: Quebrada Jatunpampa) ist ein etwa 55 km langer rechter Nebenfluss des Río Mantaro in der Provinz Yauli im Andenhochland im Westen von Zentral-Peru.

## Flusslauf
Der Río Yauli entspringt in der Cordillera Huarochirí. Er wird von einem Gletscher unterhalb der Nordwestflanke des 5700 m hohen Antachaire gespeist. Der Río Yauli fließt anfangs 10 km in nördlicher Richtung. Entlang seinem Oberlauf liegen die Bergseen Laguna Huallacocha Alta und Laguna Huallacocha Baja. Schließlich mündet er in das südliche Seeende der Laguna Pomacocha. Der See wird an seinem nördlichen Ufer durch eine Talsperre aufgestaut. Unterhalb der Talsperre wird das meiste Flusswasser über ein Kanal-Tunnel-System entlang dem linken Talhang zu einem Speicherbecken geleitet, von wo es dem Wasserkraftwerk Pachachaca zugeführt wird. Unterhalb diesem gelangt das Wasser bei Flusskilometer 22 zurück in den Río Yauli. Unterhalb der Talsperre verläuft der Río Yauli in nordöstlicher Richtung und behält die Richtung bis zu seiner Mündung bei. Er passiert die Orte Yauli und Marh Tunel. Bei Flusskilometer 20 trifft der Río Pucará von links auf den Río Yauli. Bei Flusskilometer 17 befindet sich ein Wehr am Flusslauf. Dort wird erneut das Wasser abgeleitet. Es wird über ein Kanal-Tunnel-System entlang dem linken Talhang zum Wasserkraftwerk La Oroya geleitet und gelangt anschließend direkt in den Río Mantaro. Durch das schmale Flusstal des unteren Río Yauli verläuft eine wichtige Verkehrsverbindung zwischen der Hauptstadt Lima und dem oberen Mantaro-Tal. Die Nationalstraße 22 sowie die Bahnverbindung Lima–Huancayo führen entlang dem Unterlauf. Zusätzlich ist das untere Flusstal des Río Yauli stark besiedelt mit den Orten San Miguel, Curipata und Santa Rosa de Sacco. Zahlreiche Gewerbe- und Industriebetriebe liegen am Fluss. Der Río Yauli mündet schließlich 
bei La Oroya in den nach Süden strömenden Río Mantaro.

## Einzugsgebiet
Der Río Yauli entwässert ein Areal von etwa 680 km². Das Gebiet erstreckt sich über das Andenhochland im Westen der Region Junín und reicht im Westen bis zur kontinentalen Wasserscheide am Ostrand der peruanischen Westkordillere. Im Nordwesten grenzt das Einzugsgebiet an das des Río Pucayacu, im Westen an das des Río Rímac sowie im Südosten an das des Río Huari. 

## Hydrologie
Der mittlere Abfluss des Río Yauli beträgt 7,47 m³/s. Der höchste mittlere monatliche Abfluss tritt im März mit 15,32 m³/s auf, der niedrigste im Juli mit 3,76 m³/s. Der Abfluss des Río Yauli wird an der Talsperre des Stausees Laguna Pomacocha reguliert. Der See Laguna Huallacocha Baja ist ebenfalls abflussreguliert.

## Ökologie
Es befinden sich mehrere große Minen im Westteil des Einzugsgebietes. Von diesen gelangen Schwermetalle wie Cadmium in den Fluss. Ferner gibt es Planungen, Wasser von der Laguna Pomacocha nach Westen zum Río Blanco im Einzugsgebiet des Río Rímac abzuleiten.